# Данилово (Закарпатская область)
Дани́лово (укр. Данилово) — село, входит в Хустскую городскую общину Хустского района Закарпатской области Украины.
Население по переписи 2001 года составляло 1851 человек. Почтовый индекс — 90443. Телефонный код — 3142. Занимает площадь 10110 км². Код КОАТУУ — 2125382601.
В селе сохранилась деревянная Церковь Святого Николая, построенная в 1779 году.